# Jan van de Velde l'Ancien
Pour les articles homonymes, voir Van de Velde et Van de Velde (artistes).
Jan van de Velde dit l'Ancien est un maître écrivain flamand, né à Anvers en décembre 1568 et mort à Haarlem en septembre 1623.
Il est le père de Jan van de Velde dit le Jeune et de Willem van de Velde l'Ancien.

## Biographie
Jan van de Velde est baptisé le 25 décembre 1568 en la cathédrale Notre-Dame d'Anvers. Il passe à Delft vers 1588, où il fut probablement l'élève de Felix van Sambix ou de Caspar Becq, le père de Maria Strick, comme le suggère une lettre de Van de Velde à Becq de 1588 conservée à la Bibliothèque royale à La Haye. En 1590 il gagne le troisième prix au prix de la Plume couronnée, tenu à Rotterdam. Il se marie à Delft en 1592 avec Mayken van Bracht, belle-fille de l'imprimeur Jan van Waesberghe. Dès la fin de l'année 1592, Van de Velde devint maître d'écriture à l'école [Latijnse school] de Rotterdam ; il ouvrit un Fransche school à la même époque dans sa maison. Il semble avoir travaillé à Haarlem vers 1612-1615, comme le suggèrent les titres de ses œuvres ainsi qu'une lettre de 1612, mais d'autres sources le citent simultanément à Rotterdam. En 1620, il démissionne de son poste à Rotterdam, semble-t-il pour des raisons religieuses et politiques, et va établir à Haarlem une autre Fransche school qu'il tient jusqu'à sa mort en 1623.
Il existe de lui :
- un portrait à l'âge de 36 ans gravé par Jacob Matham, reproduit ci-dessus, entouré de la devise La voix se perd, l'écriture demeure ;
- un portrait par Hendrik Goltzius, en buste et nu-tête, dessiné à la mine de plomb (Haarlem, Musée Teyler)[4] ;
- un portrait à l'âge de 53 ans gravé par son fils Jan Van de Velde dit le Jeune en 1621.

George de Carpentier, également maître écrivain, fut son gendre.

## Œuvres gravées

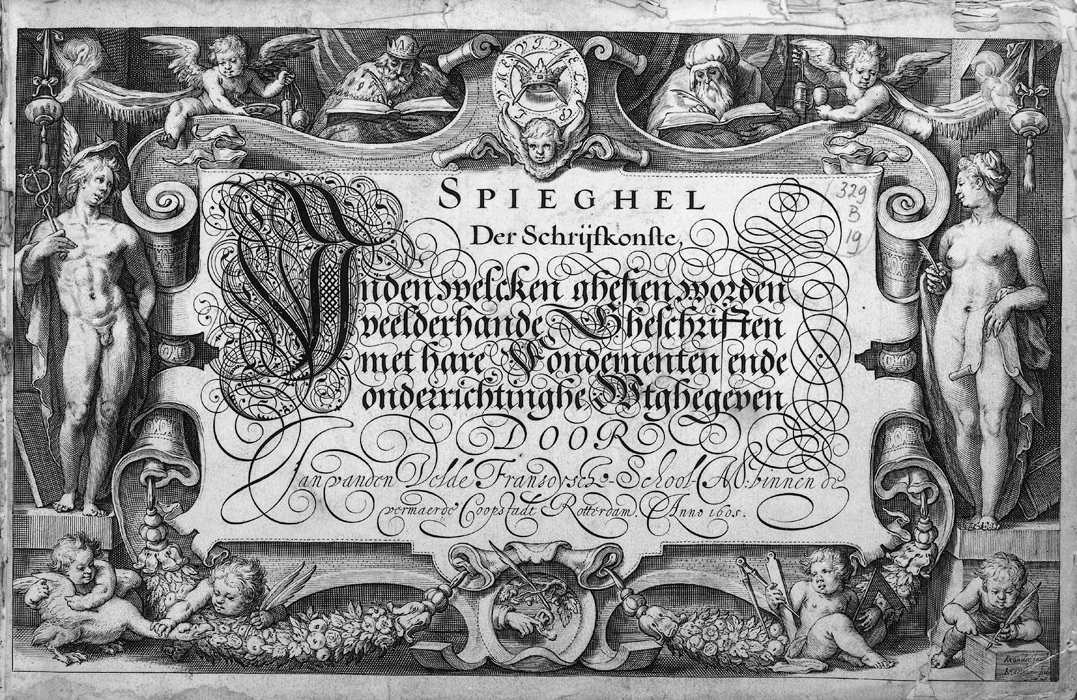
Titre du Spieghel der schrijftkonste de 1605.

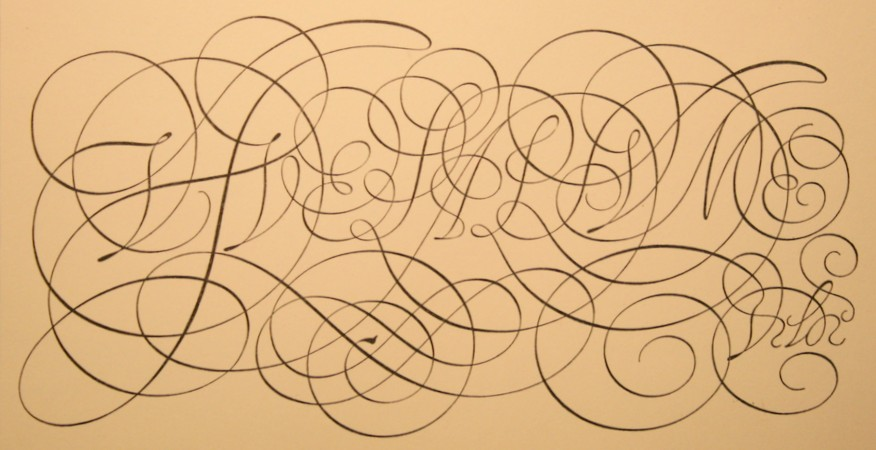
La devise Vive la plume tracée par Jan van de Velde.

De tous les maîtres écrivains de son temps c'est celui dont l'œuvre est la plus abondante, parue entre 1605 et peu avant sa mort. De fait il est un des maîtres écrivains les plus connus, ce qui explique qu'il soit le seul à ce jour à qui une monographie a été consacrée.
- Ses premiers exemples paraissent sous forme de cinq planches dans le Theatrum artis scribendi de Jodocus Hondius en 1594.
- Deliciae variarum, insigniumque scriptuarum. 1604-1605, gravé par Gerard Gauw. Croiset 2005 p. 24, Cat. Warmelink n° 680.

Une réémission a été donnée en 1640 (Cat. Muller n° 165).
- Spieghel der schrijfkonste in den welcken ghesien worden veelderhande gheschriften. Rotterdam : 1605 (gravé par Simon Frisius). Facsimilé : Nieuwkoop, Miland publishers, 1969. [Seconde partie :] Thrésor littéraire, contenant plusieurs diverses écritures, tant latines et romaines que italiennes et espaignolles. 1608. [Troisième partie:] Fondement-boeck, waerinne de rechte maniere om alderhande gheschriften grondich te leeren schrijven. Mayer 2006 n° 12, Becker 1997 n° 100, Cat. Destailleur n° 892 (pour les 3 parties), Croiset 2005 p. 22, Cat. Muller n° 167-173, Morison 1962 n° 67 avec 2 pl. repr. Douze planches repr. dans Jessen 1936 pl. 28-29, 40-41, 44, 50-52, 114-115, 122-123. Trois planches reproduites dans Mediavilla 1993, p. 218,  219 et 220. Chicago NL, Berlin KB, Wien ÖNB, London NLA.

Plusieurs retirages à Amsterdam et Rotterdam. Cat. Wicks n° 56 (pour le retirage d'Amsterdam, 1609).
Une édition en français a été publiée par Cornelis Claesz en 1608 sous le titre de Livre fondamental.
Une édition en latin est publiée en 1605-1607 sous les titres Artificiosissimum Grammatices... + Thesaurus literarius... + Liber fondamentalis... Cat. Jammes n° 12.
- Exemplaer-boec. Inoudende alderhande geschriften. Zeer bequaem ende dienstelyck voor de joncheyd ende allen lief-hebbers der pennen. 1607. Trois planches repr. dans Jessen 1936 pl. 33, 45 et 117.
- Miroir literaire. Auquel se void plusieurs diverses sortes d'escritures, tant latines, romaines, italienes et espaignoles, que flamendes, françoises, angloises et alemandes. Avec une ample instruction des fondemens d'icelles. Rotterdam : 1608, gravé par Simon Frisius.
- Het eerste deel der Duytscher ende Franscher scholen exemplaer-boeck, inhoudende twaelf verscheyden ghedichten, om alle maenden onder de school-kinders te gebruycken... Amsterdam : Cornelis Lodewijck van der Plasse, 1614. Gravé par Gerard Gauw.
- Anatomia ofte ontledinge der letteren. Waerin claerlijc aenghewesen wort, den waren gront ende vast fondement, van alderhande gheschriften, met hare capitalen, cleyne ende groote naer haren rechten aert.. Het derde deel. Amsterdam : Cornelis Lodewijck van der Plasse, 1615. Croiset 2005 p. 26.
- Duytsche exemplaren van alderhande gheschriften, seer nut ende bequaem voor de duytsche schoolmeesters ende alle beminders der pennen. Haarlem : David van Horenbeeck, 1620. Gravé par Gerard [Gerrit] Gauw. Facsimilé : Nieuwkoop, Miland publishers, 1970. [Seconde partie :] Thrésor literaire, contenant plusieurs diverses escritures, les plus usitées és escoles francoyses des provinces unies du Pays-bas. Haarlem : David van Horenbeeck, 1621. Gravé par Gerard Gauw. [Troisième partie :] Het derde deel der Duijtscher ende Franscher scholen exemplaer-boeck. Inhoudende verscheyden brieven van alderhande gheschriften, so in Duytsch als fransch. Haarlem : David van Horenbeeck, ca. 1621. Gravé par Gerard Gauw. Les trois parties du volume sont numérisées ici. Croiset 2005 p. 25, Becker 1997 n° 101, Cat. Warmelink n° 681, Cat. Muller n° 166. Quatre planches repr. dans Jessen 1936 pl. 34-35 et 118-119. Cat. Wick n° 57 (pour le Thrésor littéraire). Une planche reproduite dans Mediavilla 1993 p. 217.

## Œuvres manuscrites
- Livre de caligraphie, oblong, 33 feuillets, daté 1595. Paris, ENSBA, fonds Masson. Reproduit par la RMN.
- Recueil d'exemples manuscrits de 30 feuillets, certains datés 1597. Paris, Institut néerlandais.
- Recueil de feuillets séparés (dont certains ont servi à graver des planches de ses livres) : La Haye, KB.
- Deux exemples dans l'album amicorum de Ernst Brinck (1582-1649) : une devise ici et un cercle parfait là. Den Haag KB : 133 M 87.
- Verscheyden gebeden ende meditatien, manuscrit daté du 6 mars 1621. Amsterdam UB. Croiset 2005 p. 21.
- La source manuscrite du Spieghel de 1605 est à Amsterdam, Rijksprentenkabinet.
- Deux calligraphies sur papier sont conservées à Amsterdam, Universiteitsbibliothek, reproduites dans Mediavilla 1993 p. 214 et 220.
- Album d'écriture (manuscrit, 1586). Chicago NL : Wing MS fZW 546 .V542
- Exemples manuscrits. Paris BHVP (coll. Taupier).
- Sentences en français, c. 1620. Manuscrit de 5 f. (Cat. Muller n° 175).
- Un exemplaire du Spieghel der Schryfkonste (Rotterdam, 1605) est suivi de 20 calligraphies manuscrites (Cat. Muller n° 173).